# 蝙蝠侠：红头罩之下
《蝙蝠侠：红头罩之下》（英語：Batman: Under the Red Hood）是一部於2010年上映的美国录影带首映动画超级英雄电影，基于蝙蝠侠故事情节“家庭亡故”和“头罩之下”。这部电影是第八部由华纳首映和华纳兄弟动画公司发布的DC宇宙動畫原創電影系列剧场版。它发行于2010年7月27日。电影由布鲁斯·格林伍德主演布鲁斯·韦恩/蝙蝠侠，詹森·艾克尔斯饰演红头罩/杰森·托德，以及约翰·迪马乔饰演大反派小丑。剧本儿由贾德·温尼克所写，他同时也写了“头罩之下”于每月的蝙蝠侠漫画书刊。
该专辑特别版和蓝光版本还包括一个动画短片約拿·海克斯。

## 登場人物
- 蝙蝠俠／布魯斯·韋恩：布魯斯·格林伍德配音。
- 紅頭罩／傑森·托特：詹森·艾克爾斯配音。
  - 少年羅賓／傑森：Vincent Martella配音。
  - 剛成為羅賓的傑森：Alexander Martella配音。
- 小丑：John DiMaggio配音。
- 夜翼／迪克·格雷森：尼爾·派屈克·哈里斯配音。
- 拉斯·奧·古：傑森·艾塞克配音。
- 黑面具：韋德·威廉士配音。
- 謎語人：布魯斯·蒂姆配音。